# Истлауакан (муниципалитет)
Истлауака́н (исп. Ixtlahuacán) — муниципалитет в Мексике, в штате Колима, с административным центром в одноимённом посёлке. Численность населения, по данным переписи 2020 года, составила 5623 человека.

## Общие сведения
Название Ixtlahuacán с языка науатль можно перевести как: пустынная ровная долина без деревьев.
Площадь муниципалитета равна 376,8 км², что составляет 6,7 % от общей площади штата, а наиболее высоко расположенное поселение Эль-Камичин находится на высоте 965 метров.
Он граничит с другими муниципалитетами штата Колима: на севере и востоке с Колимой, на юге и западе с Текоманом, а на юго-востоке граничит с другим штатом Мексики — Мичоаканом.

## Учреждение и состав
Начиная с середины XIX века жители Истлауакана множество раз организовывали муниципальный совет, но власти штата его каждый раз распускали, но 15 июня 1932 года муниципалитет всё-же был образован. 3 января 1950 года южные территории муниципалитета перешли в управление муниципалитета Текоманом.
По данным 2020 года в его состав входит 40 населённых пунктов, самые крупные из которых:
| Код INEGI                  | Населённый пункт                                                                        | Численность населения (2005 год) | Численность населения (2010 год) | Численность населения (2020 год) |
| -------------------------- | --------------------------------------------------------------------------------------- | -------------------------------- | -------------------------------- | -------------------------------- |
| 006                        | Всего                                                                                   | 4759                             | 5300                             | 5623                             |
| 0001                       | Истлауакан (исп. Ixtlahuacán) 19°00′04″ с. ш. 103°44′19″ з. д. (административный центр) | 2484                             | 2717                             | 2985                             |
| 0014                       | Лас-Кончас (исп. Las Conchas) 18°53′12″ с. ш. 103°37′57″ з. д.                          | 342                              | 419                              | 485                              |
| 0030                       | Ла-Преса (исп. La Presa (Barranca del Rebozo)) 19°00′43″ с. ш. 103°42′05″ з. д.         | 445                              | 489                              | 482                              |
| 0006                       | Акилес-Сердан (исп. Aquiles Serdán (Tamala)) 19°00′17″ с. ш. 103°45′25″ з. д.           | 373                              | 403                              | 421                              |
| 0047                       | Синакамитлан (исп. Zinacamitlán (Los Chicos)) 18°58′46″ с. ш. 103°41′46″ з. д.          | 252                              | 295                              | 281                              |
| 0003                       | Агуа-де-ла-Вирген (исп. Agua de la Virgen) 18°56′20″ с. ш. 103°37′40″ з. д.             | 97                               | 156                              | 140                              |
| 0043                       | Лас-Транкас (исп. Las Trancas) 19°02′59″ с. ш. 103°42′46″ з. д.                         | 127                              | 142                              | 132                              |
| —                          | Прочие                                                                                  | 639                              | 679                              | 697                              |
| Названия на карте Генштаба |                                                                                         |                                  |                                  |                                  |

## Экономическая деятельность
По статистическим данным 2000 года, работоспособное население занято по секторам экономики в следующих пропорциях:
- сельское хозяйство, животноводство и рыбная ловля — 63,3 %;
- промышленность и строительство — 8,1 %;
- торговля, сферы услуг и туризма — 27,4 %;
- безработные — 1,2 %.

## Инфраструктура
По статистическим данным 2020 года, инфраструктура развита следующим образом:
- электрификация: 98,2 %;
- водоснабжение: 91,5 %;
- водоотведение: 98,2 %.

## Фотографии
| - Лестница в грот Сан-Габриэль - Вид на реку Коауаяна вблизи Лас-Кончаса - Пещера со сталактитами |